# Esey Gebreyesus
Esey Gebreyesus (* 23. Januar 2004 in Zürich) ist ein schweizerisch-eritreischer Fussballspieler. Der Offensivspieler ist seit 2023 beim FC Aarau in der Challenge League aktiv und ist Juniorennationalspieler.

## Karriere

### Im Verein
In Zürich geboren, begann Gebreyesus in seiner Kindheit mit dem Fussballspielen beim FC Oerlikon/Polizei ZH, ehe er 2018 in die Jugend des Grasshopper Club Zürich aufgenommen wurde. Anfang 2021 wechselte er nach Frankreich zu Olympique Marseille, die ihn mit einem Profivertrag ausstatteten. In Marseille spielte er zunächst hauptsächlich in der U19-Mannschaft und kam ab August desselben Jahres auch in der zweiten Mannschaft des Vereins in der vierten französischen Liga, ab der anschliessenden Spielzeit 2022/23 in der fünften Liga, zum Einsatz. Mit der U19 nahm er zudem unter anderem an der UEFA Youth League 2022/23 teil. Im Januar 2023 sass er darüber hinaus bei einem Pokalspiel der Profimannschaft auf der Ersatzbank, dies blieb jedoch seine einzige Berufung ins Profikader.
Im Sommer 2023 kehrte Gebreyesus daraufhin in die Schweiz zurück und schloss sich dem FC Aarau in der Challenge League an, bei dem er zunächst einen Einjahresvertrag unterschrieb. Nach acht Einsätzen im Laufe der Hinrunde verpasste er einen Grossteil der Rückrunde verletzungsbedingt. Sein auslaufender Vertrag wurde im Mai 2024 um zwei weitere Jahre bis 2026 verlängert.

### Nationalmannschaft
Gebreyesus durchlief ab 2019 verschiedene Schweizer Nachwuchsnationalmannschaften. Nach vier Einsätzen mit der U16 im Lauf des Jahres 2019 bestritt er von Herbst 2021 bis Anfang 2022 fünf Spiele mit der U18-Auswahl. Im weiteren Lauf des Jahres 2022 schlossen sich sieben Länderspiele mit der U19-Mannschaft an. Seit Herbst 2024 gehört er dem Kader der U20-Nationalmannschaft an.